# Bad Boy (dal)
A Bad Boy egy R&B dal, amelyet Larry Williams írt és rögzített 1958-ban. A dal a Speciality márka adta ki kislemezen 1959-ben, de nem ért el átütő sikert az amerikai kislemezlistákon. A dalt Stehpen Thomas Erlewine zenekritikus szerint ez Williams legeredetibb rock and rollslágere, amit az 1960-as években zajlódó brit invázió alatt számos együttes feldolgozott (köztük a The Beatles is).

## The Beatles-változat
A Bad Boy egyike azon Williams slágereinek, amit a The Beatles pályafutása alatt rögzített. 1965. május 10-én vették fel a dalt (a Dizzy Miss Lizzy mellett) kifejezetten az amerikai piac megrendelésére. A dalok felvételi ideje három és fél órába telt, mivel ezeket az együttes tagjai 1960 és 1962 közötti koncertjeiken rendszeresen játszották.
A dal Amerikában az 1965. június 14-ei Beatles VI albumon debütált, addig Angliában csak az 1966-os  A Collection of Beatles Oldies albumon jelent meg először. Később világszerte az 1988-as Past Masters, Volume One válogatásalbumon jelent meg.

### Közreműködött
Ian Macdonald szerint:
- John Lennon – ének, ritmusgitár
- Paul McCartney – basszusgitár, elektromos zongora
- George Harrison – duplázott szólógitár
- Ringo Starr – dob, csörgődob

## Fordítás
Ez a szócikk részben vagy egészben  a   Bad Boy (Larry Williams song) című angol Wikipédia-szócikk fordításán alapul.  Az eredeti cikk szerkesztőit annak laptörténete sorolja fel. Ez a jelzés csupán a megfogalmazás eredetét és a szerzői jogokat jelzi, nem szolgál a cikkben szereplő információk forrásmegjelöléseként.